# 131181 Zebrak
131181 Zebrak este o planetă minoră (asteroid) din centura de asteroizi. A fost descoperită pe 15 februarie 2001 la Ondřejovská hvězdárna⁠(d) de Petr Pravec⁠(d) și a fost numită după Žebrák⁠(d). 
Obiectul prezintă o orbită caracterizată de o semiaxă mare de 2,7651421311725 UAi, o excentricitate de 0,050088747781959, o înclinație de 5,7775749810882 ° în raport cu ecliptica.